# Laura Buhl
Laura Østergaard Buhl (født 12. maj 1992), er en dansk skuespiller, der blev landskendt som Sofie i tv-julekalenderen "Jul i Valhal".
Hun medvirkede desuden også i julekalenderes efterfølger Guldhornene.
I 2011 fortalte hun åbent om sin spiseforstyrrelse i DR Mamas dokumentarserie 5 min. i virkeligheden